# Павлов Артемій Юхимович
Па́влов Артемій Юхимович (*21 червня (3 липня) 1891, Кичино — †19 лютого 1972) — удмуртський комуністичний діяч, член РКП(б).

## З життєпису
Народився в селі Кичино Глазовського повіту Вятської губернії. З 1914 року пішов до армії, 1918 року до РККА. 1921 року отримав посаду голови Кичинської сільської ради та голови виконавчого комітету Уканської волосної ради. У період з 1925 по 1927 роки навчався в Казанському комуністичному університеті, закінчив лише 1 курс. Після навчання отримав посаду секретаря Понінського волосного комітету ВКП(б). 1928 року став завідувачем Глазовського відділення сільськогосподарського постачання, пізніше завідувачем відділенням Вотського сільськогосподарської кредитної спілки, головою Глазовського правління «Коопхліб», директором Балезінської, а пізніше і Кезької МТС. В 1936—1937 роках був слухачем курсів директорів МТС при Ленінградській вищій сільськогосподарській школі. Після закінчення став головою виконавчого комітету Глазовської районної ради, роком пізніше — директором сінокісної кінної станції в Улан-Баторі (Монголія). З березня по липень 1938 року — другий заступник голови СНК Удмуртської АРСР, потім — народний комісар лісової промисловості Удмуртської АРСР. З 10 серпня 1938 по 21 квітня 1949 років займав посаду голови президії Верховної Ради Удмуртської АРСР.
За життя отримав орден Вітчизняної війни 1 ступеня та орден Червоної Зірки.